# Sungai Lintang (Kayu Aro)
Sungai Lintang is een bestuurslaag in het regentschap Kerinci van de provincie Jambi, Indonesië. Sungai Lintang telt 1354 inwoners (volkstelling 2010).